# José Antonio Carrasco

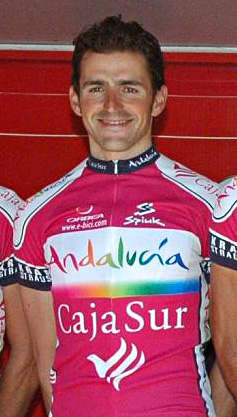
José Antonio Carrasco en la Euskal Bizikleta 2008.

José Antonio Carrasco Ramírez es un ciclista profesional español. Nació en Madrid el 8 de septiembre de 1980. Es profesional desde 2008.
Como amateur ganó sendas etapas en las carreras profesionales de Vuelta a Extremadura y Vuelta a León lo que, entre otros resultados destacables, le sirvieron para subir al profesionalismo de la mano del Andalucía-CajaSur.
Tras no conseguir contrato profesional en 2010, fichó en 2011 por el KTM-Murcia.

## Palmarés
2012
1ª etapa Gran Premio Abimota
2006
1 general Vuelta a León 2.2

## Equipos
- Andalucía-CajaSur (2008-2009)
- KTM-Murcia (2011)[3]
- Gios Deyser-Leon Kastro (2012)